# Clorotolueno

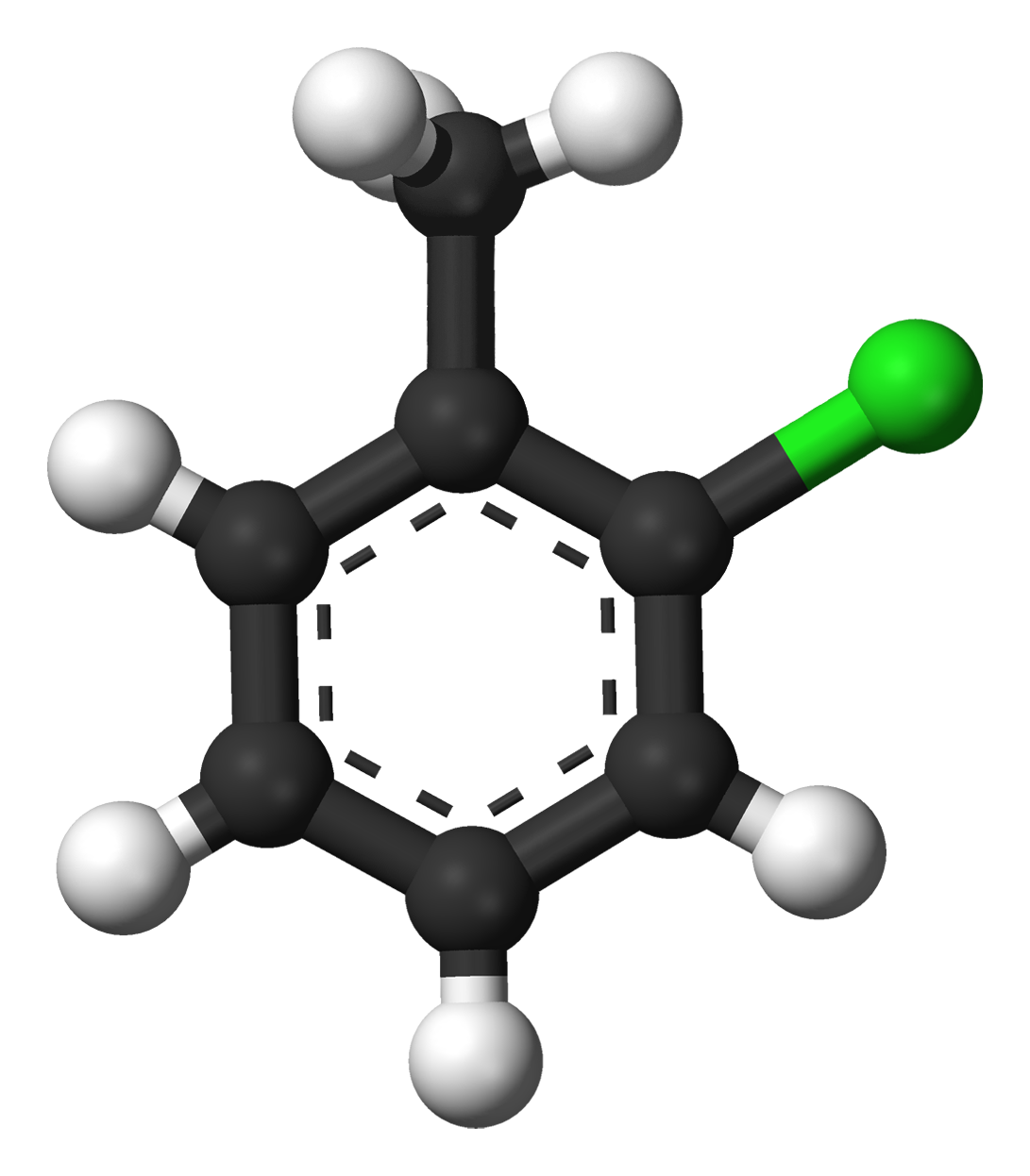
Modelo de bola e bastão da molécula de 2-clorotolueno, um dos três isômeros do clorotolueno.

Clorotolueno é um grupo de três compostos isoméricos. Eles (orto-clorotolueno, meta-clorotolueno para-clorotolueno) consistem de um anel benzeno duplamente substituido (disubstituído) com um átomo de cloro e um grupo metilo.